# Chezka Centeno
Chezka Luy Centeno (* 30. Juni 1999) ist eine philippinische Poolbillardspielerin aus Zamboanga City.

## Karriere
Chezka Centeno begann im Alter von fünf Jahren mit dem Billardspielen. Im Alter von elf Jahren erreichte sie bei den Philippine National Games den dritten Platz. 2011 schaffte sie es beim Kremlin Cup in die Runde der letzten 32. Im August 2012 nahm sie erstmals an der 10-Ball-Weltmeisterschaft der Damen teil und erreichte dort ebenfalls die Runde der letzten 32. 2014 wurde sie durch einen 6:0-Finalsieg gegen die Taiwanerin Wang Wan-lin Junioren-Asienmeisterin. Bei der Junioren-Weltmeisterschaft 2014 erreichte sie das Viertelfinale.
Im April 2015 belegte sie bei der Amway eSpring International 9-Ball Championship den 17. Platz. Im Juni 2015 gewann sie bei den Südostasienspielen in Singapur durch einen 7:5-Sieg im Finale gegen Rubilen Amit die Goldmedaille im 9-Ball-Einzel der Damen. Mit 15 Jahren ist sie die jüngste Goldmedaillengewinnerin im Billard bei den Südostasienspielen.
Bei der Asienmeisterschaft 2015 belegte sie den dritten Platz im Wettbewerb der Juniorinnen.
Im November 2015 erreichte sie bei der 9-Ball-WM das Achtelfinale und schied dort nur knapp mit 8:9 gegen die Österreicherin Jasmin Ouschan aus. Einen Monat später wurde Centeno durch einen 9:3-Finalsieg gegen die Chinesin Xia Yuying Junioren-Weltmeisterin.
Im Juni 2016 gelang Centeno bei der Amway eSpring International 9-Ball Championship der Einzug ins Finale. Im Endspiel besiegte sie die Engländerin Kelly Fisher nach einem 1:5-Rückstand mit 11:8 und gewann damit als bislang jüngste Spielerin das Turnier.

## Erfolge
| Junioren-Asienmeisterin:                         | 2014 |
| Südostasienspiele – 9-Ball-Dameneinzel:          | 2015 |
| Junioren-Weltmeisterin:                          | 2015 |
| Amway eSpring International 9-Ball Championship: | 2016 |
| 10-Ball-Weltmeisterin:                           | 2023 |